# Dorotea Brunšvicko-Lüneburská
Dorotea Brunšvicko-Lüneburská (1. ledna 1570 – 15. srpna 1649) byla dcera vévody Viléma Brunšvicko-Lüneburského mladšího a jeho manželky Dorothey Dánské.
Provdala se za Karla I. Falcko-Zweibrückensko-Birkenfeldského, s nímž měla čtyři děti:
- Jiří Vilém Falcko-Zweibrückensko-Birkenfeldský (1591–1669)
- Žofie (1593–1676)
- Fridrich (1594–1626), kanovník ve Štrasburku
- Kristián I. Falcko-Zweibrückensko-Birkenfeldský (1598–1654)